# Indotritia bellingeri
Indotritia bellingeri is een mijtensoort uit de familie van de Oribotritiidae. De wetenschappelijke naam van de soort is voor het eerst geldig gepubliceerd in 1996 door Niedbala & Schatz.